# مواد مغذی معدنی

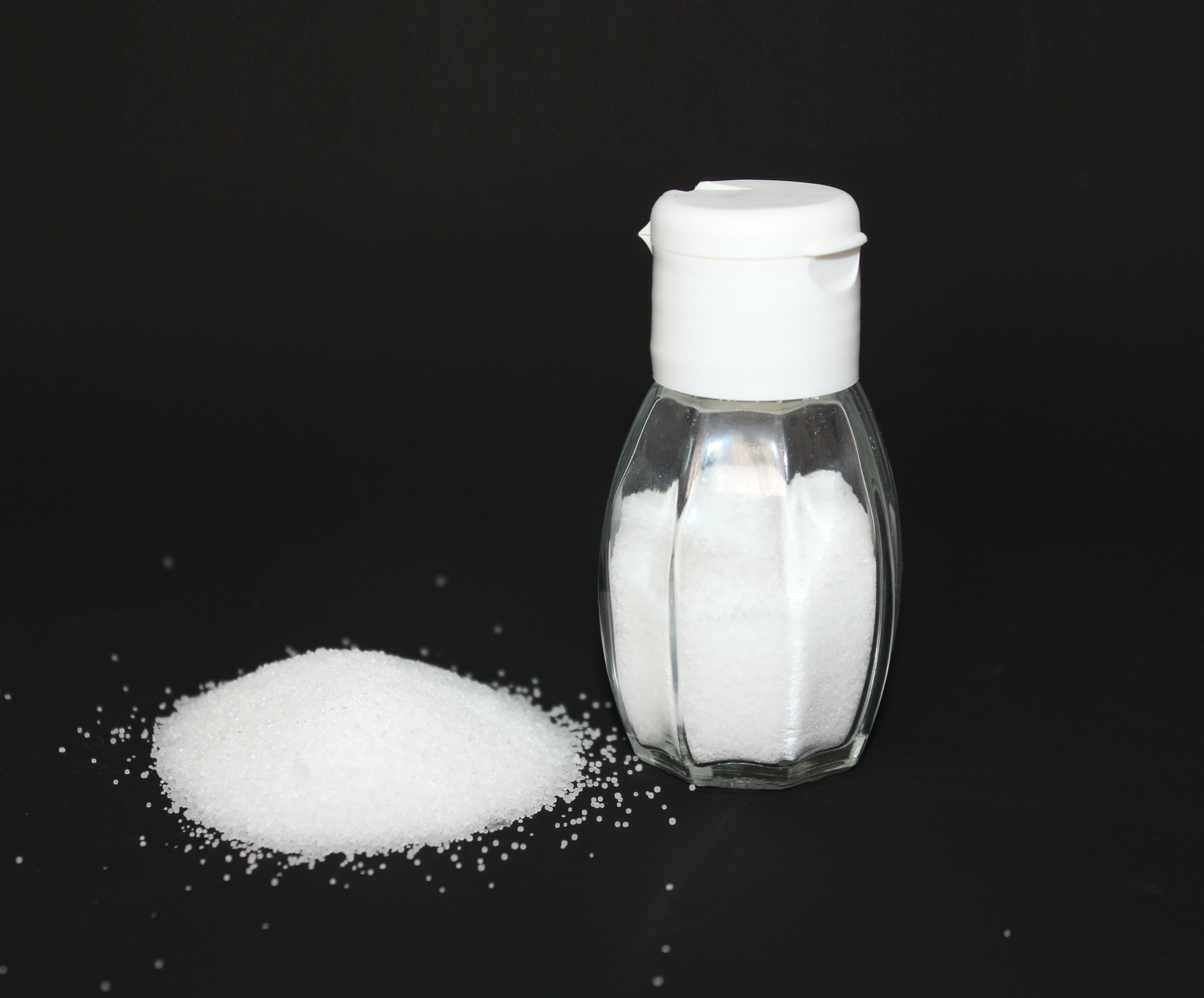
نمک سفره با نمکدان

مواد مغذی معدنی، عنصرهای غذایی (که معمولاً به عنوان معدنی در رژیم غذایی شناخته می‌شوند) یا مواد معدنی عناصر شیمیایی مورد نیاز موجودات زنده، ارگانیسم‌ها، به غیر از چهار عنصر کربن، هیدروژن، نیتروژن و اکسیژن، در مولکول‌های آلیِ عنصری رایج هستند. اصطلاحِ «مواد معدنی در رژیم غذایی» یک اصطلاحِ باستان‌گرایانه است، زیرا به موادی که اشاره دارد همان عناصر شیمیایی هستند تا مواد معدنی واقعی.
عناصر شیمیایی به ترتیبِ فراوانی در بدن انسان، شامل هفت عنصر عمده در رژیم غذایی: کلسیم، فسفر، پتاسیم، گوگرد، سدیم، کلر، و منیزیم است. عناصر غذایی مهم و لازم برای زندگی پستانداران، شامل: آهن، کبالت، مس، روی، منگنز، مولیبدن، ید، برم، و سلنیوم است. این‌ها نیز «عناصر غذایی جزئی»، یا «ریزمغذی» ها هستند که این واژهٔ «جزئی» یا «ریز» اشاره به «مقدار» و نه به «اهمیت» آنهاست. از آنجا که محتوای مواد معدنی‌ها در مواد غذایی را سوختنی‌ها و بخارشدنی‌ها تشکل نداده‌اند، روش‌های تجزیه‌وتحلیل تغذیهٔ شامل احتراق ممکن است محتوای مواد معدنیِ کلِ مواد غذایی را به عنوان «خاکستر خام» گزارش کنند.
در ظاهر این‌طور به نظر می‌رسد که لیتیم هیچ نقشی در زندگی حیوان‌ها و گیاهان ندارد و آن‌ها بدون لیتیم هم می‌توانند زنده بمانند، اما در عمل در همهٔ اندام‌های زنده می‌توان ردپای بسیار کم رنگ لیتیم را پیدا کرد. یون لیتیم که در قالب نمک‌های گوناگون پیدا می‌شود بر روی اعصاب انسان اثر می‌گذارد و لیتیم می‌تواند به عنوان دارو در درمان اختلال دوقطبی کمک کند.
بیش از بیست عنصر غذایی برای انواع مختلف پستانداران و دیگر گونه‌های گوناگون زندگی لازم است. شمار کامل عناصر شیمیایی که قطعاً برای هر ارگانیسم مورد نیاز است تاکنون دانسته نشده. مقدار ناچیزی از برخی از عناصر (به عنوان مثال، بور، کروم) دانسته شده که به روشنی نقش دارند اما ماهیت بیوشیمیایی دقیق آن ناشناخته مانده‌است، و نیز گروه دیگر (به عنوان مثال آرسنیک، سیلیکون) مشکوک به داشتن نقش مهمی در سلامت هستند، اما چبود و چگونگی آن روشن‌سازی نشده‌است.

## عناصر شیمیایی ضروری برای پستانداران
عناصر شیمیایی رنگی شده در جدول تناوبی:
| H  |    |    |    |    |    |    |    |    |    |    |    |    |     |    |     |    |     | He  |  |
| Li | Be |    |    |    |    |    |    |    |    |    |    |    | B   | C  | N   | O  | F   | Ne  |  |
| Na | Mg |    |    |    |    |    |    |    |    |    |    |    | Al  | Si | P   | S  | Cl  | Ar  |  |
| K  | Ca |    | Sc | Ti | V  | Cr | Mn | Fe | Co | Ni | Cu | Zn | Ga  | Ge | As  | Se | Br  | Kr  |  |
| Rb | Sr |    | Y  | Zr | Nb | Mo | Tc | Ru | Rh | Pd | Ag | Cd | In  | Sn | Sb  | Te | I   | Xe  |  |
| Cs | Ba | *  | Lu | Hf | Ta | W  | Re | Os | Ir | Pt | Au | Hg | Tl  | Pb | Bi  | Po | At  | Rn  |  |
| Fr | Ra | ** | Lr | Rf | Db | Sg | Bh | Hs | Mt | Ds | Rg | Cn | Uut | Fl | Uup | Lv | Uus | Uuo |  |
| -- | -- | -- | -- | -- | -- | -- | -- | -- | -- | -- | -- | -- | --- | -- | --- | -- | --- | --- |  |
|    |    |    |    |    |    |    |    |    |    |    |    |    |     |    |     |    |     |     |  |
|    |    |    | *  | La | Ce | Pr | Nd | Pm | Sm | Eu | Gd | Tb | Dy  | Ho | Er  | Tm | Yb  |     |  |
|    |    |    | ** | Ac | Th | Pa | U  | Np | Pu | Am | Cm | Bk | Cf  | Es | Fm  | Md | No  |     |  |

| چهار عنصر اساسی آلی | عناصر ضروری به مقدار زیاد | عناصر ضروری به مقدار ناچیز | دارای نقش احتمالی در ساختار یا عملکرد در پستانداران |